# August Johann von Hahn

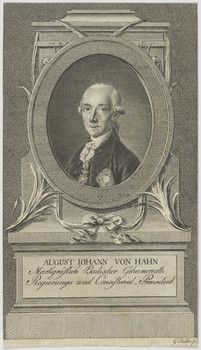
August Johann von Hahn – Radierung von Gottfried Eichler

August Johann von Hahn (* 21. Februar 1722 in Meiningen; † 18. April 1788 in Karlsruhe) war von 1769 bis 1788 Hofratspräsident der Markgrafschaft Baden-Durlach bzw. der wiedervereinigten Markgrafschaft Baden.

## Leben
Hahn war der Sohn des Geheimen Hofrats Heinrich Gottfried von Hahn, der in Diensten des Herzogtums Sachsen-Coburg-Meiningen stand. Seine Mutter war Eleonora Ernestina von Wolzogen.
Hahn trat 1749 in die Dienste der Markgrafschaft Baden-Durlach und wurde 1752 zum Hofrat ernannt. 1759 wurde er Vizepräsident der Regierung. Mit Johann Jacob Reinhard war er an der Aushandlung des Erbvertrages zwischen der Markgrafschaft Baden-Durlach und der Markgrafschaft Baden-Baden (1759 bis 1765) beteiligt. 1768 wurde er Wirklicher Geheimer Rat und wurde kurz darauf Nachfolger des verstorbenen Hofratspräsidenten Friedrich Johann Emich von Üxküll-Gyllenband. Ab 1775 führte er den Titel „Erster Minister“. Hahn war auch Gesandter der Markgrafschaft beim Schwäbischen Kreis in Ulm und führte die Verhandlungen Badens zum Eintritt in den Fürstenbund von 1785.